# Зиновьево (Московская область)
Зино́вьево — деревня в городском округе Коломна Московской области. До 2017 года относилась к Акатьевскому сельскому поселению Коломенского района. Население — 43 чел. (2010).

## География
Деревня Зиновьево расположена в 4 км к югу от города Коломны. Рядом с деревней река Шолоховка впадает в Оку. Ближайшие населённые пункты — село Большое Колычёво, деревни Игнатьево и Захаркино.

## Население
| 2002 | 2006 | 2010 |
| ---- | ---- | ---- |
| 16   | ↗23  | ↗43  |

## Улицы
В деревне Зиновьево расположены следующие улицы и объекты:
- ул Берёзовая
- ул Верхняя
- снт Волоховка
- ул Волоховская
- ул Заовражная
- ул Заречная
- ул Зелёная
- ул Земляничная
- ул Зиловская
- ул Косогорная
- ул Круглая
- ул Московская
- ул Нижняя
- ул Новая
- ул Овражная
- ул Огородная
- ул Парниковая
- ул Полевая
- ул Посадская
- ул Речная
- ул Светлая
- ул Средняя
- ул Южная